# Asyřané
Asyřané (syrsky ܐܫܘܪܝܐ) jsou příslušníky semitského národa usídleného v severní části starověké Mezopotámie minimálně od 3. tisíciletí př. n. l. V současnosti se většina území nachází v severozápadní části Iráku v okolí bývalého města Ninive a částečně zasahuje do okolních států. Sami Asyřané svoji zemi nazývají Beth Nahrain, což znamená „mezi řekami“.

## Asýrie

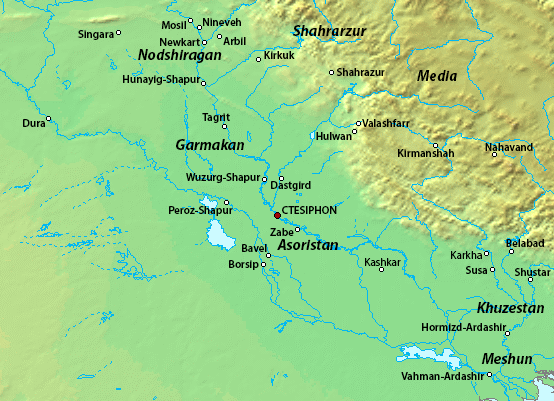
Perská provincie Asoristan (226–637)

Asyřané jsou označováni také historickými názvy Chaldejci nebo Sýrijci (nezaměňovat se Syřany, obyvateli moderního státu Sýrie, což jsou převážně Arabové). Hovoří novoaramejskými jazyky, jejichž základem je starověká aramejština, jazyk Nového zákona – druhé části křesťanské Bible. Vyznáním jsou většinou křesťané, hlásí se k různým křesťanským denominacím, z nichž nejvýznamnější jsou Syrská pravoslavná církev, Chaldejská katolická církev, Asyrská církev Východu a Starověká církev Východu. Odhady populace se výrazně liší v závislosti na tom, zda se počítají všechny osoby s asyrskou krví nebo jen ti, kteří se ke své národnosti aktivně hlásí. Počet Asyřanů je podle oficiálních iráckých údajů 60 000, ale asyrští nacionalisté jej podle výsledků sčítání z roku 1957 odhadují na více než milion v samotném Iráku a další milion v okolních zemích (Sýrie, Írán) – přesnému zjištění brání obava Asyřanů z perzekuce. Početná je také asyrská diaspora, zejména v USA, Rusku, Německu a Švédsku (zde existuje fotbalový klub Assyriska Stockholm, tvořený převážně asyrskými přistěhovalci, který hraje druhou nejvyšší soutěž v zemi).

## Historie

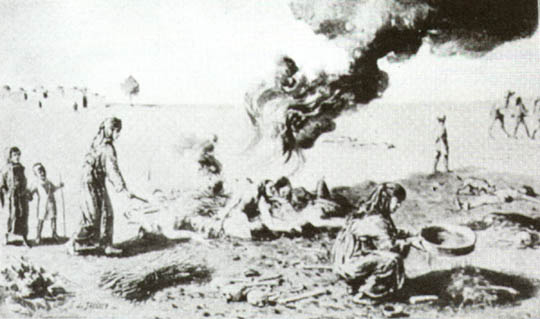
Kurdky pálí těla asyrských křesťanek (ubitých během pogromů v letech 1915–1920), ve snaze najít jimi spolykané zlato a drahokamy

Po pádu Novoasyrské říše roku 612 př. n. l. upadli Asyřané do závislosti na okolních národech (Peršané, Římané). Křesťanství přijali už v 1. století našeho letopočtu. Jak v oblasti sílil islám, byli Asyřané nuceni změnit vyznání nebo emigrovat. K největším násilnostem došlo ve 20. století. Mnoho Asyřanů zahynulo pod tureckou nadvládou za první světové války, v rámci velkého vraždění křesťanských menšin zvaného sajfo (Asyrská genocida). Asyřané trpěli také v královském Iráku, kdy jich byly např. tisíce zabity v roce 1933 ve městě Semele a okolí. Tehdy byl také tehdejší katolikos patriarcha Asyrské církve Východu (zvaný „asyrský papež“) zbaven iráckého občanství a vypovězen ze země. V roce 1935 se usadil v USA a následně tam asyrští katolikové sídlili až do roku 2015 (poslední exilový patriarcha byl Mar Dinkha IV. (1935–2015); jeho nástupcem je Gewargis III., jenž se vrátil do Iráku a má sídlo v Irbílu v iráckém Kurdistánu). Další pogromy na Asyřany prováděl režim Saddáma Husajna, hlásící se k myšlenkám panarabismu. Po svržení diktátora v roce 2003 svitla Asyřanům naděje na sebeurčení, zároveň se ale v nastalém chaosu mnozí z nich stali terči muslimských fanatiků – Asyřané totiž většinou podporovali americkou invazi a byli proto označováni za zrádce Iráku – a tisíce lidí využily otevřených hranic k opuštění země.
Asyrští autonomisté operují výzkumy předního etnografa Luigiho Cavalli-Sforzy, který na základě analýzy DNA definoval Asyřany jako homogenní starobylé etnikum, výrazně odlišné od ostatních obyvatel Blízkého východu.
V roce 1968 byla v exilu založena organizace Assyrian Universal Alliance, bojující za práva Asyřanů. V roce 1991 se stala zakládajícím členem Organizace nezastoupených států a národů. Jejím cílem není plná nezávislost, ale kulturní a etnická autonomie v rámci jednotného Iráku. Domácí Asyřany zastupuje Asyrské demokratické hnutí (Zawaa), které má šest poslanců v iráckém parlamentu. Bojuje hlavně za to, aby byl z ústavy vypuštěn článek definující Irák jako islámskou zemi.

## Asyrská vlajka
Asyrská vlajka je bílá, uprostřed je zlaté slunce a čtyřcípá bleděmodrá hvězda symbolizující nenásilný a trpělivý boj za svobodu. Od ní směřují do všech čtyř rohů modré, bílé a červené vlnovky představující hlavní řeky Asýrie: Eufrat, Tigris a Velký Záb. V horní čtvrtině vlajky je oranžově vyobrazen staroasyrský reliéf znázorňující boha Aššúra.

## Asyrská hymna
Asyřané mají také svoji hymnu. Je jí de facto píseň Roomrama, složená Nebuem Juelem Issabeyem a napsaná Yosipem Betem Yosipem, asyrským básníkem.

## Významní Asyřané

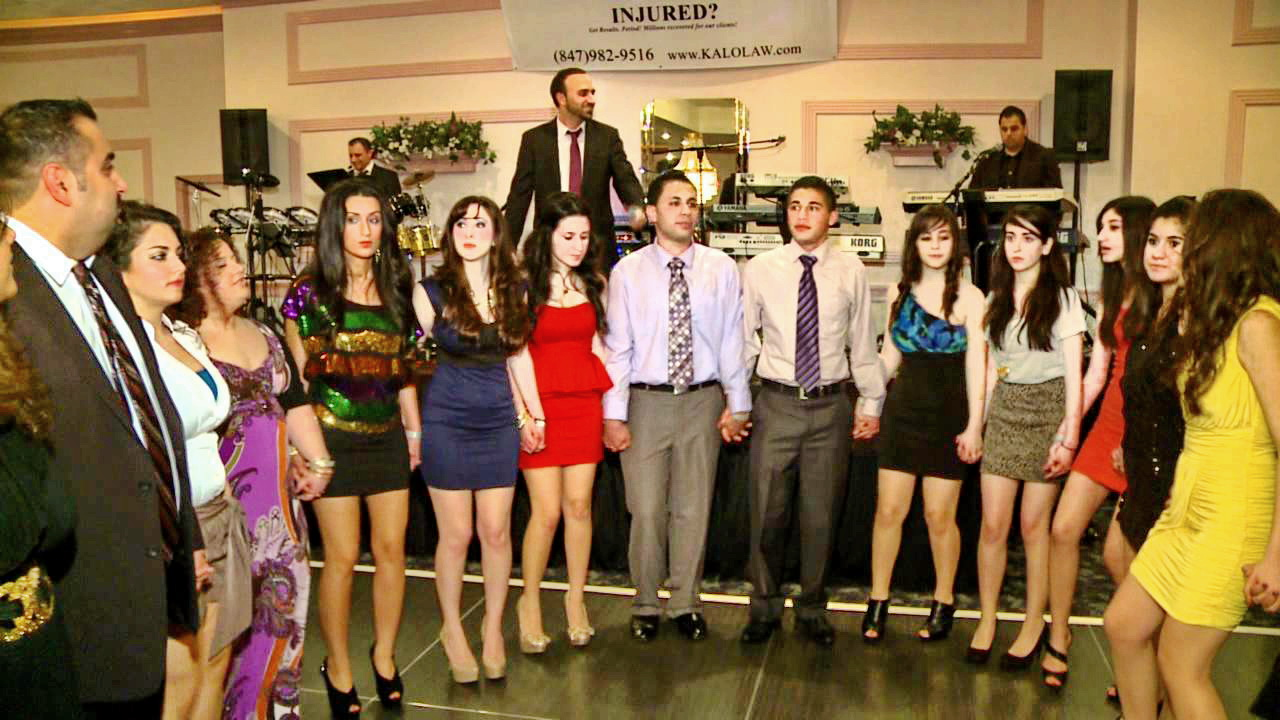
Asyřané ve Spojených státech

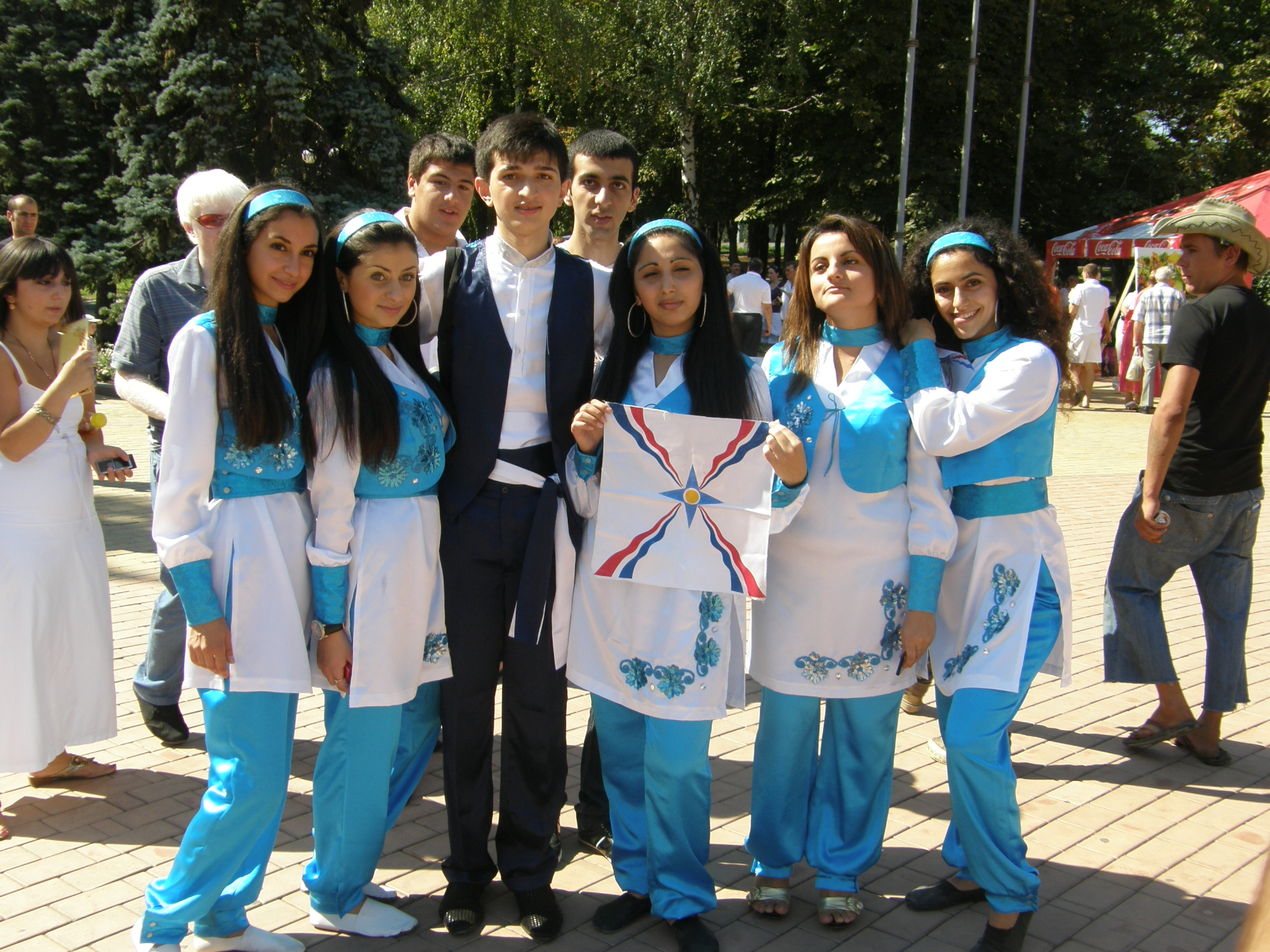
Současní Asyřané v krojích (Doněck, srpen 2010). Foto Andrej Butko

- Terrence Malick – americký filmový režisér (Nebeské dny, Tenká červená linie, Nový svět)
- Fahrid Murray Abraham – držitel Oskara za roli Salieriho ve filmu Amadeus
- Andre Agassi – americký tenista, vítěz osmi grandslamových turnajů, zlatý z Olympiády v Atlantě, světová jednička třicet týdnů v roce 1995.
- Anna Eshooová – demokratická kongresmanka za stát Kalifornie, významná představitelka asyrské exilové politiky
- Michail Sado – ruský zápasník, profesor orientalistiky a politik, dlouholetý vězeň komunistického režimu
- Naum Faiq – asyrský spisovatel, publicista a politik počátku 20. století
- Tárik Azíz (vlastním jménem Michail Juhonno) – irácký ministr zahraničí v letech 1979–2003
- John Nimrod – americký politik, dlouholetý senátor za stát Illinois
- Thomas Saaty – americký matematik, vyučuje na Pittsburské univerzitě, nositel ceny INFORMS
- Rosie Malek-Yonanová – herečka, spisovatelka (román o pronásledování Asyřanů v Osmanské říši Karmínové pole), krasobruslařka a pianistka, zakladatelka lidskoprávní organizace Asyřané bez hranic
- Linda Georgeová – americká zpěvačka etnické hudby
- Ramona Amiriová – modelka, vítězka soutěže Miss Kanada 2005
- Jakiv Chammo – judista, medailista z mistrovství světa a Evropy
- Viktor Avdyšev – zápasník, medailista z mistrovství světa a Evropy
- Munír Rúfá – irácký pilot

Fiktivní postavy – asyrského původu byl kapitán Yossarian, hlavní hrdina románu Josepha Hellera Hlava XXII, a také Theodore Badal, postava z povídky Williama Saroyana Sedmdesát tisíc Asyřanů.